# Astrococcus cornutus
Astrococcus cornutus är en törelväxtart som beskrevs av George Bentham. Astrococcus cornutus ingår i släktet Astrococcus och familjen törelväxter. Inga underarter finns listade i Catalogue of Life.